# 圣隶克里斯多福大学护理短期大学部
圣隶克里斯多福大学护理短期大学部（日语：／ Seirei Christopher Daigaku Kango Tankidaigakubu *）是过去一所位于日本静冈县滨松市的私立短期大ち学。前圣隶学园滨松卫生短期大学（Template:ちjpn）。

## 概要

### 简介
- 学校最早可以追溯到1949年[1]。短期大学为于1969年开办[1]、由学校法人圣隶学园经营、来教育的基础是新教。招生到于2003年、停办于2007年[2]。

### 历史
- 1969年 圣隶学园滨松卫生短期大学成立并同时设置两个学科、以下列举[1]。
  - 第一护理科
  - 第二护理科
- 1979年 两个学科各自改名为、以下列举[1]。
  - 第一护理科⇒第一护理学科[注 2]
  - 第二护理科⇒第二护理学科[注 3]
- 1980年 一个专攻科目成立(助产学专攻)[1]
- 2002年 改校名为圣隶克里斯多福大学护理短期大学部[1]。
- 2003年 招生最后、次年停止招生（正式停办于2007年6月11日[2]）。

## 学校环境
- 校区：在了静冈县滨松市[注 1]

## 组织

### 学科
- 护理学科

### 前学科
| - 第一护理学科 - 第二护理学科 |

### 专科
| - 助产学专攻 |

### 业余课程
| - 没有 |

## 相关链接
- 日本短期大学列表